# Родригес, Гонсало Хавьер
Гонса́ло Хавье́р Родри́гес Пра́до (исп. Gonzalo Javier Rodríguez Prado, известен также как Гонсало; 10 апреля 1984, Буэнос-Айрес) — бывший аргентинский футболист, центральный защитник. Выступал в сборной Аргентины.

## Биография

### Клубная карьера
Гонсало начал свою карьеру в клубе «Сан-Лоренсо». В 2004 году был приглашён в испанский «Вильярреал» тренером Мануэлем Пеллегрини, при котором он дебютировал за «Сан-Лоренсо». В дальнейшем игрок закрепился в стартовом составе, но его часто преследовали травмы. 16 апреля 2006 года он получил травму колена, из-за которой пропустил чемпионат мира 2006. В августе 2006 игрок порвал крестообразную связку левого колена, вернувшись на поле только в апреле 2007. В июне 2007 у игрока случился рецидив этой травмы. В сезонах 2008/09 и 2009/10 Гонсало также не смог обойтись без травм, однако запомнился уверенной игрой в паре с Диего Годином и привлек к себе внимание скаутов «Барселоны». 8 апреля 2011 игрок снова получил тяжелую травму, на сей раз — перелом левой малоберцовой кости.

### В сборной
В составе юношеских и молодёжных сборных Аргентины игрок принимал участие в юношеском чемпионат мира 2001 и молодёжном чемпионате мира 2003. Во взрослой сборной Аргентины игрок дебютировал в 2003 году, сыграл 6 матчей и забил 1 мяч. Серебряный призёр кубкa конфедераций 2005.

## Титулы и достижения
- Обладатель Южноамериканского кубка (1): 2002
- Обладатель Кубка Интертото (1): 2004
- Победитель молодёжного чемпионата Южной Америки (1): 2003